# Štefan Švec (fotbalista)
Štefan Švec [štěfan] (* 2. března 1949 Malá Maňa) je slovenský učitel, novinář, bývalý fotbalista a trenér. Žije v Žilině.

## Hráčská kariéra
Začínal v Mani, kde hrál až do roku 1969. V československé lize nastoupil třikrát za ZVL Žilina, aniž by skóroval. Ve II. lize působil v Považské Bystrici, v jejímž dresu se v sobotu 8. května 1976 blýskl vítězným gólem proti Spartě ČKD Praha.

### Prvoligová bilance
| Ročník             | Zápasy | Góly | Minuty | Klub          |
| ------------------ | ------ | ---- | ------ | ------------- |
| I. liga 1969/70    | 3      | 0    | 157    | TJ ZVL Žilina |
| CELKEM I. ČS. LIGA | 3      | 0    | 157    |               |

## Trenérská kariéra
Po skončení hráčské kariéry se stal trenérem v nižších soutěžích. Na začátku 20. let 21. století se věnoval přípravce v MŠK Žilina.